# Badia d'Alger
La badia d'Alger es troba a Alger, la capital d'Algèria. Envoltat pel bulevard Che Guevara amb els seus imponents edificis d'estil Haussmann i napoleònic que caracteritzen Alger de "Blanca" (Alger la Blanca).

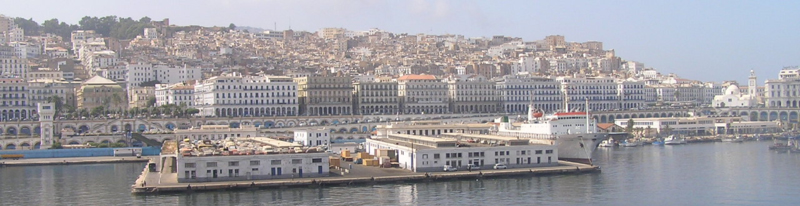
amb vistes al passeig marítim de la badia d'Alger costa oest amb la casba o ciutat vella al fons